# Rajon Dokschyzy

Rajon Dokschyzy, Karte

Der Rajon Dokschyzy (belarussisch Докшыцкі раён; russisch Докшицкий район) ist eine Verwaltungseinheit in der Wizebskaja Woblasz in Belarus. Das administrative Zentrum ist die Stadt Dokschyzy. Der Rajon hat eine Fläche von 2239 km² und umfasst 276 Ortschaften (darunter die Stadt Dokschyzy und die Siedlung städtischen Typs Bjachoml).

## Geographie
Der Rajon Dokschyzy liegt im Südwesten der Wizebskaja Woblasz. Die Nachbarrajone sind im Nordwesten Pastawy, im Norden Hlybokaje, im Nordosten Uschatschy und im Osten Lepel.
Auf dem Gebiet des Rajons liegen 11 natürliche Seen. Die größten Flüsse sind Bjaresina, Wilija, Ponja und Serwetsch.